# 伊丽莎白桥

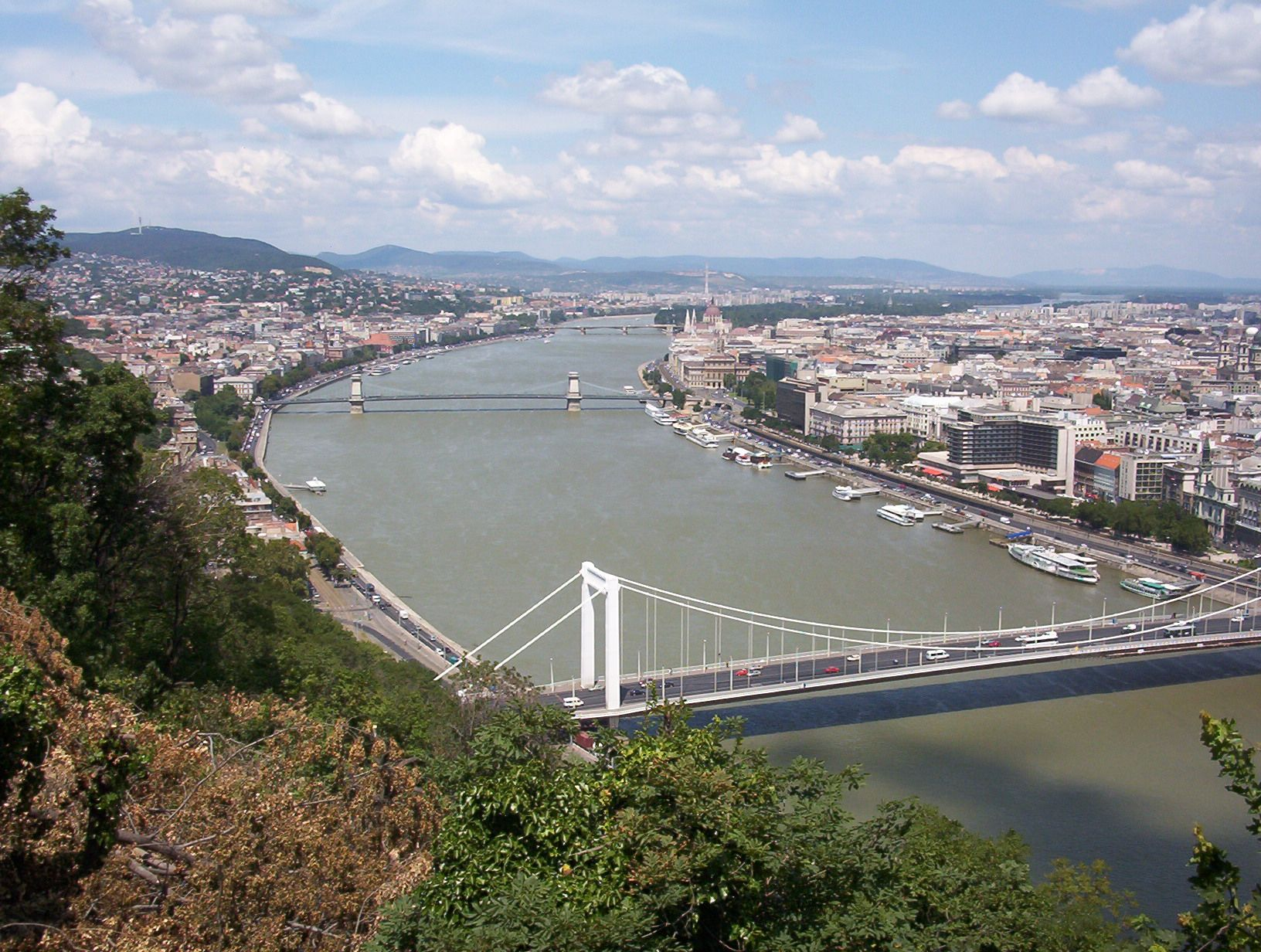
伊丽莎白桥

伊丽莎白桥 （Erzsébet híd），又称茜茜公主桥，是匈牙利首都布达佩斯的一座大桥，跨多瑙河，连接两岸的布达和佩斯。这座桥位于多瑙河布达佩斯段最狭窄的地方，跨度只有290米。它得名于1898年被人暗杀的奥匈帝国皇后伊丽莎白·阿马利亚·欧根妮。今天，她的巨型铜像安放在这座桥的布达一侧小花园中间。
其两端分别是：
- 3月15日广场：裴多菲塑像，还有有佩斯最古老的教堂，内城本堂区教堂（建于13世纪）和著名的马加什地下餐厅
- 布达的德布伦泰广场和盖莱尔特山上的圣盖勒特雕像，附近有伊丽莎白皇后雕像，Rác 浴场和鲁达什浴场（Rudas）。目前正在该地区兴建一座豪华的温泉酒店。